# Tôm say rượu

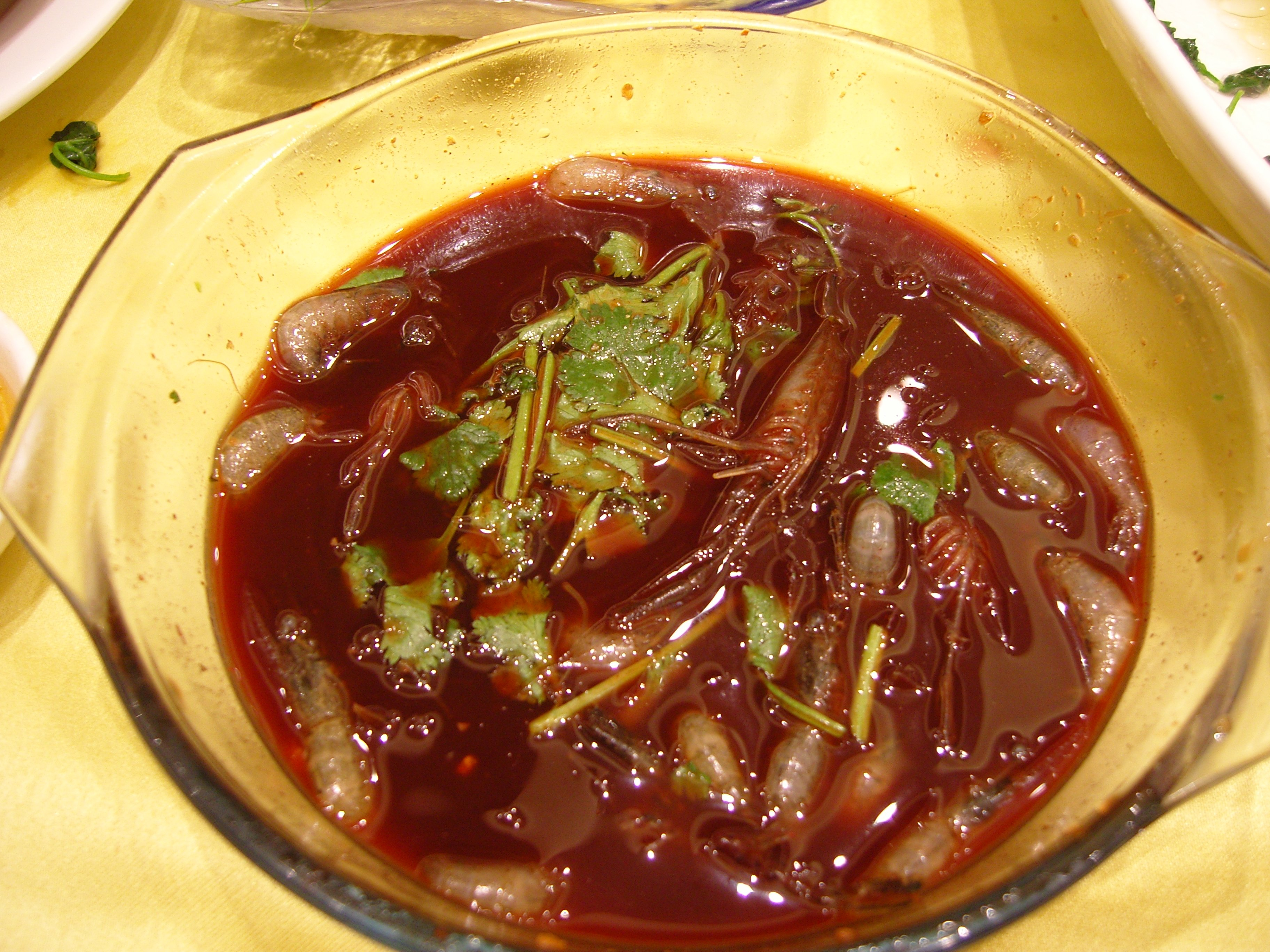
Tôm say rượu đang chuẩn bị ăn sống

Tôm say rượu (tiếng Anh: Drunken shrimp) hay còn gọi là tôm túy quyền là một trong những cách ăn sống tôm phổ biến nhất của ẩm thực Trung Quốc. Tôm túy quyền xuất phát từ Trung Quốc chứ không phải Nhật Bản và người thưởng thức luôn phải ăn sống. Chúng được cho là có vị ngọt từ tôm còn sống.

## Chế biến
Tôm được nhúng vào rượu cho tái và ăn sống để giữ nguyên vị ngọt. Để ăn sống, người ta chọn những con tôm thật mẩy song kích cỡ khá nhỏ. Tại Trung Quốc, tôm được đặt trong một chiếc bát rồi rót đẫm rượu lên trên khiến chúng có phản ứng "say", ít chống cự hơn. Đồng thời, rượu cũng là một loại gia vị tăng hương vị độc đáo cho món ăn. Thông thường sẽ có một chiếc nắp nhỏ đậy trên bát để ngăn tôm nhảy ra ngoài. Để thưởng thức món này, người ta thả những con tôm vào một bát đầy rượu, sau khi đợi tôm "uống say" sẽ bật lửa đốt cháy rượu trong khoảng 30 giây hoặc lâu hơn để tôm chuyển sang màu gạch. Lúc này sẽ thưởng thức tôm cùng với gừng và hành. Mặc kệ con vật nhảy nhót khi được ngâm trong rượu, người ăn sẽ xơi tái chúng ngay sau đó. Đối với loại tôm to hơn, bạn có thể tận dụng rượu để làm chất đốt, khiến tôm trở nên chín tái, xua bớt vị tanh.